# Villa Hvilan

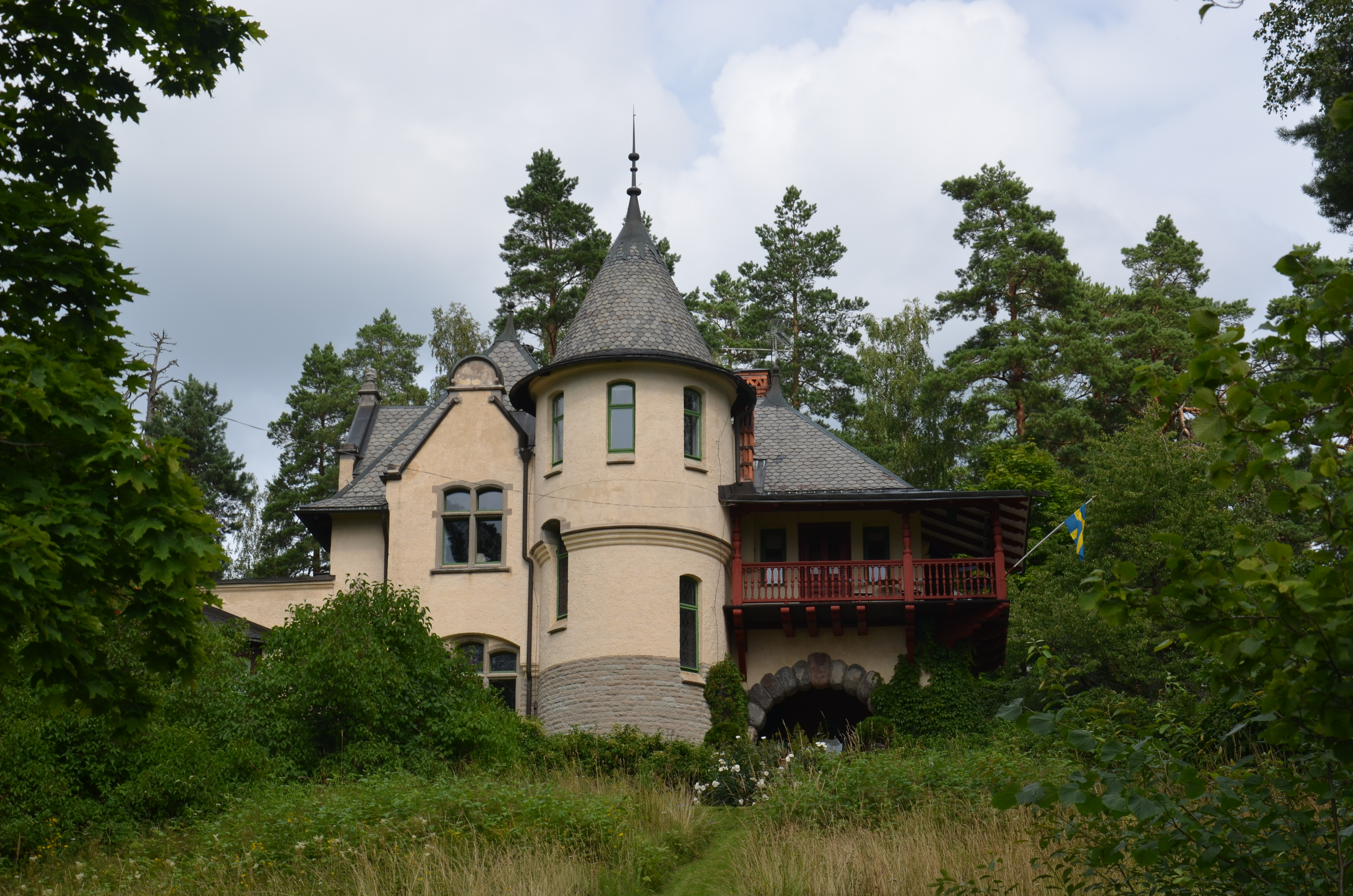
Villa Hvilan

Villa Hvilan är en stor villa i Ängelsberg i Västervåla socken, Fagersta kommun som ritades av arkitekten Isak Gustaf Clason. Byggnaden är i nationalromantisk stil.
Tomten inköptes 1886 av konstnären Mauritz Lindström som då bodde i London. Enligt uppgift skall huset formgivning ha inspirerats av borgar i Rhenlandet för att hans hustru Helena von Götz skulle känna sig hemma i villan. År 1913 lämnade dock Lindström Ängelsberg. Villa Hvilan kom i familjen Nordenskiölds ägo, där den kom att förbli under flera årtionden.